# Eldorado: Co náckové nesnesou
Eldorado: Co náckové nesnesou (v originále Eldorado – Alles, was die Nazis hassen) je německý dokumentární film z roku 2023, který natočili Benjamin Cantu a Matt Lambert. Snímek měl světovou premiéru na Netflixu 28. června 2023.

## Děj
Film pojednává o životě LGBT lidí v období Výmarské republiky a vlády nacistického Německa. Dokumentární film zachycuje noční klub Eldorado v Berlíně a jeho návštěvníky. Film pojednává o postavách v Německu během 20. a 30. let 20. století, jako byli Ernst Röhm, Magnus Hirschfeld, Gottfried von Cramm, Manasse Herbst, Charlotte Charlaque nebo Toni Ebel. Součástí filmu je i rozhovor s Walterem Arlenem, který žil jako mladý gay a žid v meziválečném Rakousku, a pojednává o použití paragrafu 175 ve Výmarském Německu, v nacistickém Německu a stručně v závěrečných titulcích v poválečném Západním Německu.